# Kaspar Villiger
Kaspar Villiger (Pfeffikon, cantón de Lucerna, Suiza, 5 de febrero de 1941) es un empresario y político suizo, miembro del Partido Liberal Radical (PLR). Fue Consejero Federal de 1989 a 2003 y Presidente de la Confederación en 1995 y 2002. De 2009 a 2012 fue Presidente del Consejo de Administración de UBS.

## Biografía

### Educación, trabajo y vida privada
Kaspar Villiger nació el 5 de febrero de 1941 en Pfeffikon, en el cantón de Lucerna, en el seno de una familia de industriales dedicados a la fabricación de puros. Asistió a la escuela primaria de Pfeffikon, a la escuela distrital de Reinach y a la escuela cantonal de Aarau. Posteriormente, estudió ingeniería mecánica en la Escuela Politécnica Federal de Zúrich. Tras la muerte de su padre, ocurrida en 1966, asumió la dirección de la fábrica de puros Villiger Söhne AG. Bajo su dirección, el Grupo Villiger se diversificó en la fabricación de bicicletas con la compra de la empresa Kalt de Buttisholz en 1980. Villiger fue vicepresidente de la Cámara de Comercio de la Suiza Central y durante varios años fue miembro del comité de la Asociación Central de Organizaciones Empresariales Suizas y vicepresidente de la Cámara de Comercio e Industria de Argovia. En el ejército suizo alcanzó el grado de capitán.
Villiger está casado desde 1973 con Vera Villiger (de soltera Preisig) y tiene dos hijos.

### Actividad política y empresarial
En 1972, Villiger fue elegido miembro del Gran Consejo del Cantón de Lucerna. El 25 de enero de 1982 entró en el Consejo Nacional en sustitución del dimitido Erwin Muff, y fue reelegido en 1983. En el Consejo Nacional fue miembro de la Comisión Militar de 1983 a 1987. En 1987, Villiger fue elegido miembro del Consejo de los Estados, donde formó parte de la Comisión de Gestión y de la Comisión de Transportes.
El 1 de febrero de 1989, tras la renuncia de la consejera federal Elisabeth Kopp, Kaspar Villiger fue elegido miembro del Consejo Federal como sucesor de Elisabeth Kopp y dejó la empresa familiar. En el Consejo Federal, dirigió el Departamento Militar Federal desde su elección hasta el 31 de octubre de 1995. Su mandato estuvo marcado por el debate sobre la abolición del ejército y la reforma del mismo. Posteriormente pasó a dirigir el Departamento Federal de Finanzas hasta el 31 de diciembre de 2003. En este ámbito, negoció con la Unión Europea un acuerdo sobre la fiscalidad del ahorro que permitió a Suiza mantener el secreto bancario. En 2001, apoyó el respaldo estatal a la compañía aérea Swiss, creada tras la quiebra de Swissair. El 31 de diciembre de 2003, cedió su cargo al recién elegido Hans-Rudolf Merz, tras haber anunciado su dimisión en septiembre.
Del 15 de abril de 2009 al 3 de mayo de 2012 fue presidente de UBS, el mayor banco de Suiza, y de 2004 a 2009 también fue miembro de los consejos de administración de Nestlé, Swiss Re y el Neue Zürcher Zeitung. Es miembro de la Global Leadership Foundation, una organización que trabaja para fomentar el liderazgo democrático, prevenir y resolver conflictos a través de la mediación y promover la buena gobernanza a través de las instituciones democráticas, los mercados abiertos, los derechos humanos y el Estado de derecho.

### Presidente de la Confederación Suiza

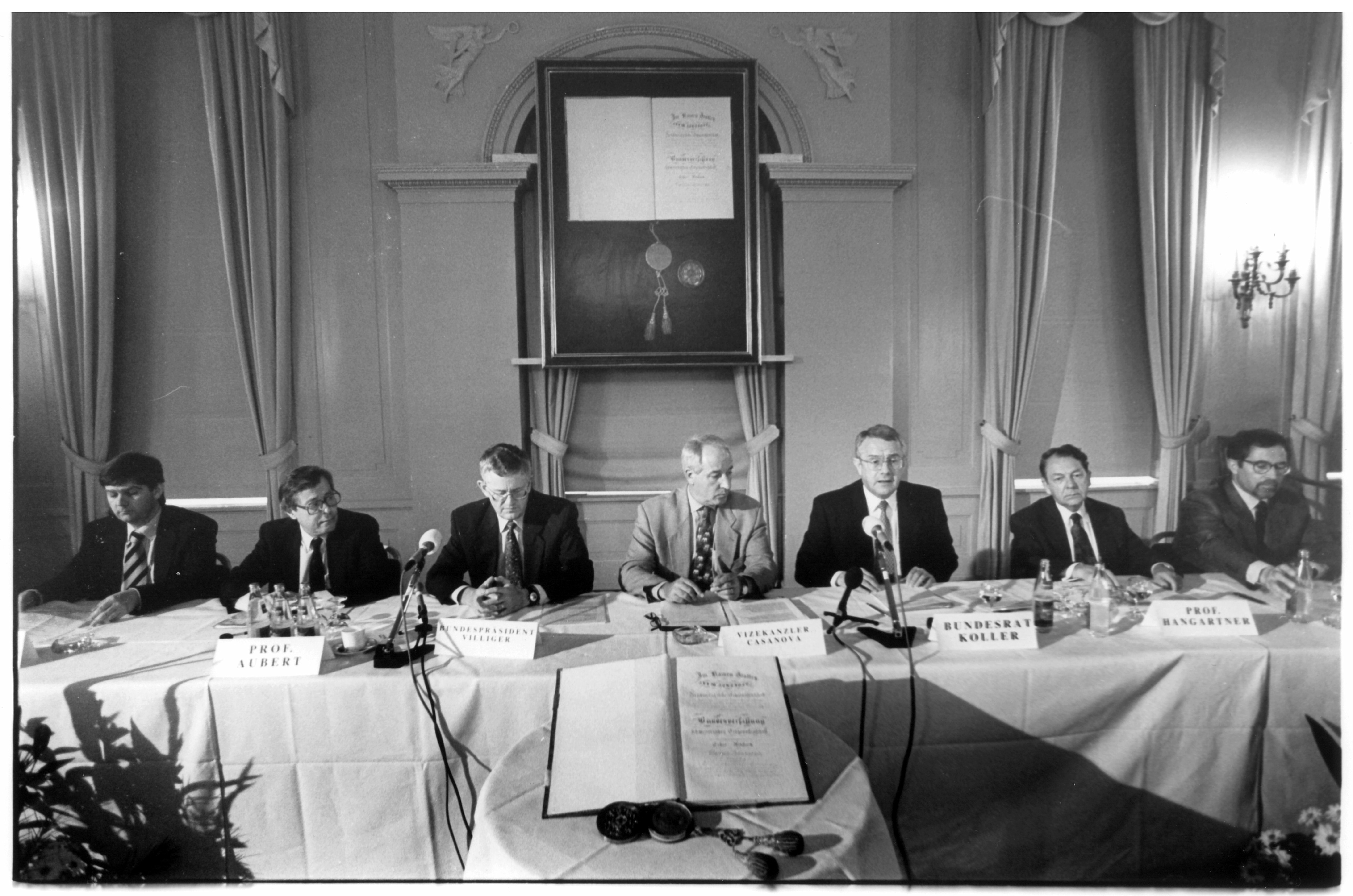
El Presidente Villiger (3º por la izquierda) en una conferencia de prensa sobre la revisión total de la Constitución Federal (1995)

Villiger asumió la presidencia de la Confederación Suiza en los años 1995 y 2002. Como Presidente de la Confederación Suiza, pronunció un discurso el 7 de mayo de 1995 en el que pidió disculpas en nombre del gobierno por el sello J que se estampó en los pasaportes de los judíos durante la Segunda Guerra Mundial.
Volvió a presidir el ejecutivo durante el año de la Exposición Nacional de 2002. En su segunda presidencia se produjo la adhesión de Suiza a las Naciones Unidas, a la que se había opuesto en una primera votación en 1986, pero de la que pasó a estar a favor.

## Premios
En 2016, Kaspar Villiger recibió el Premio a la Libertad de la Fundación Friedrich Naumann para la Libertad, cercana al Partido Democrático Libre alemán, por su trayectoria política.

## Publicaciones
- Eine Willensnation muss wollen – Die politische Kultur der Schweiz: Zukunfts- oder Auslaufmodell? (en alemán). Zúrich: Verlag Neue Zürcher Zeitung. 2009. ISBN 978-3-03823-525-5.